# 1949 en combiné nordique
| Années du combiné nordique : 1946 - 1947 - 1948 - 1949 - 1950 - 1951 - 1952    |
| Décennies du combiné nordique : 1910 - 1920 - 1930 - 1940 - 1950 - 1960 - 1970 |

Cette page reprend les résultats de combiné nordique de l'année 1949.

## Festival de ski d'Holmenkollen
L'édition 1949 du festival de ski d'Holmenkollen fut remportée par le Norvégien Per Sannerud devant le Finlandais Heikki Hasu et le Norvégien Ottar Gjermundshaug.

## Jeux du ski de Lahti
L'épreuve de combiné des Jeux du ski de Lahti 1949 fut remportée par le Finlandais Heikki Hasu devant le Norvégien Eilert Dahl et le Finlandais Pauli Salonen.

## Jeux du ski de Suède
Les Jeux du ski de Suède 1949 eurent lieu à Sollefteå. L'épreuve de combiné fut remportée par le Finlandais Heikki Hasu devant les Norvégiens Simon Slåttvik et Per Sannerud.

## Championnats nationaux

### Championnats d'Allemagne
Les résultats du championnat d'Allemagne de l'Ouest de combiné nordique 1949 manquent.
Dans la zone d'occupation soviétique en Allemagne, la future République démocratique allemande, des championnats ont lieu à Oberhof le 12 février. Herbert Leonhardt, d'Aschberg-Mühlleithen, remporte l'épreuve devant Heinz Holland, de Schmiedefeld am Rennsteig, et Herbert Friedel, d'Aschberg-Mühlleithen.

### Championnat d'Estonie
Le Championnat d'Estonie 1949 s'est déroulé à Kääriku (en). Il fut remporté par Karl Vesterstein devant le champion sortant, Hugo Kaselaan, suivi par Raimond Ranna.

### Championnat des États-Unis
Le championnat des États-Unis 1949 a eu lieu à Hyak, Washington (en), dans l'état de Washington. Il a été remporté par Ralph J. Townshend.

### Championnat de Finlande
Les résultats du championnat de Finlande 1949 manquent.

### Championnat de France
Les résultats du championnat de France 1949 manquent.

### Championnat d'Islande
Le champion d'Islande 1949 fut Haraldur Pálsson.

### Championnat d'Italie
Le champion d'Italie 1949 fut Francesco Costa. Il gagna l'épreuve devant Valentino Pesavento et Mario Mutschlechner.

### Championnat de Norvège
Le championnat de Norvège 1949 se déroula à Steinkjer, sur le tremplin Jutulen. Le vainqueur fut le champion 1947, Simon Slåttvik, suivi par le champion sortant, Per Sannerud. Ottar Gjermundshaug se classe troisième de l'épreuve.

### Championnat de Pologne
Le champion de Pologne 1949 est le champion sortant, Józef Daniel Krzeptowski (pl), du club SNPTT Zakopane.

### Championnat de Suède
Le championnat de Suède 1949 a distingué Clas Haraldsson, du club Lycksele IF (sv), qui remporta également la compétition des clubs.

### Championnat de Suisse
Le Championnat de Suisse 1949 a eu lieu à Gstaad. Alfons Supersaxo y remporta le deuxième de ses quatre titres, devant Franz Regli et Theo Allenbach.